# ساتبیز
ساتبیز (به انگلیسی: Sotheby's) یک شرکت چندملیتی آمریکایی است که توسط بریتانیا تأسیس شده و دفتر مرکزی آن در شهر نیویورک است. ساتبیز از بزرگ‌ترین حراجی‌های آثار هنری، جواهر، و کلکسیونی در جهان است. این حراجی بزرگ دارای ۸۰ شعبه در ۴۰ کشور است و حضور پررنگی در بریتانیا دارد.
ساتبیز در ۱۱ مارس ۱۷۴۴ توسط ساموئل بیکر که یک کتابفروش بود، در لندن تأسیس شد. در سال ۱۷۶۷، پس از اینکه جورج لی شریک او شد، نام شرکت به بیکر و لی تغییر کرد و در سال ۱۷۷۸ پس از مرگ بیکر، زمانی که برادرزاده لی، جان ساتبی، سهم لی را به ارث برد، نام شرکت را به "لی و ساتبی" تغییر نام داد. نام‌های دیگر عبارتند از: "لی، ساتبی و ویلکینسون"؛ "ساتبی، ویلکینسون و هاج (۱۸۶۴–۱۹۲۴)"؛ "ساتبی و کمپانی (1924-1983)"؛ "مسرز ساتبی"؛ "ساتبی و ویلکینسون"; "ساتبی ماک‌ون‌وای"; و "ساتبیز و کمپانی".
این شرکت آمریکایی ابتدا در اوت ۱۹۸۳ در ایالت میشیگان ایالات متحده، با نام شرکت هلدینگ ساتبیز (Sotheby's Holdings, Inc)، و در در ژوئن ۲۰۰۶ در ایالت دلاور ثبت شده و به ساتبیز (Sotheby's) تغییر نام داد. در ژوئیهٔ ۲۰۱۶، شرکت بیمه چینی Taikang Life سهام آن را خریده و به بزرگ‌ترین سهامدار ساتبیز تبدیل شد. در ژوئن ۲۰۱۹، ساتبیز اعلام کرد که توسط پاتریک دراحی، بازرگان فرانسوی-اسرائیلی با ۶۱ درصد سهام بازار خریداری شده‌است.
مؤسسه هنری ساتبیز (یک مرکز آموزشی)، املاک بین‌المللی ساتبی (فروشندگان املاک) و آر-ام ساتنبیز (فروشندگان خودروهای کلاسیک) شرکت‌های تابعه این شرکت بزرگ هستند.

## تاریخچه

### آغاز کار (قرن ۱۸ و ۱۹)
ساتبیز در ۱۱ مارس ۱۷۴۴ توسط ساموئل بیکر که یک کتابفروش بود، در لندن تأسیس شد.در سال ۱۷۶۷، پس از آن‌که ساموئل بیکر چند صد کتاب ارزشمند را از کتابخانه سر جان استنلی، اولین بارونت گرنگورمن به حراج گذاشت و شریک تجاری جورج لی شد، این شرکت به "بیکر و لی" تبدیل شد. کتابخانه‌ای که ناپلئون در سنت هلنا با خود به تبعید برد، و همچنین مجموعه‌های کتابخانه جان ویلکس، بنجامین هیوود برایت و دوک‌های دوونشایر و باکینگهام (هر دو مربوط به جورج لی) از طریق حراج ساموئل بیکر فروخته شدند.
پس از مرگ بیکر در سال ۱۷۷۸، این تجارت به لی و برادرزاده‌اش جان ساتبی واگذار شد و به یک خانه حراج کتاب برجسته تبدیل شد و به "لی و ساتبی" تغییر نام داد.
جورج لی در سال ۱۸۱۶ درگذشت، اما نه قبل از استخدام ساموئل ای‌لی. خانه حراج تحت نظارت خانواده ساتبی، فعالیت‌های خود را در حراج نسخ چاپی، مدال و سکه گسترش داد. جان ویلکینسون، حسابدار ارشد ساتبی، زمانی که آخرین عضو خانواده ساتبی در سال ۱۸۶۱ درگذشت، شریک و در نهایت رئیس جدید شرکت شد.

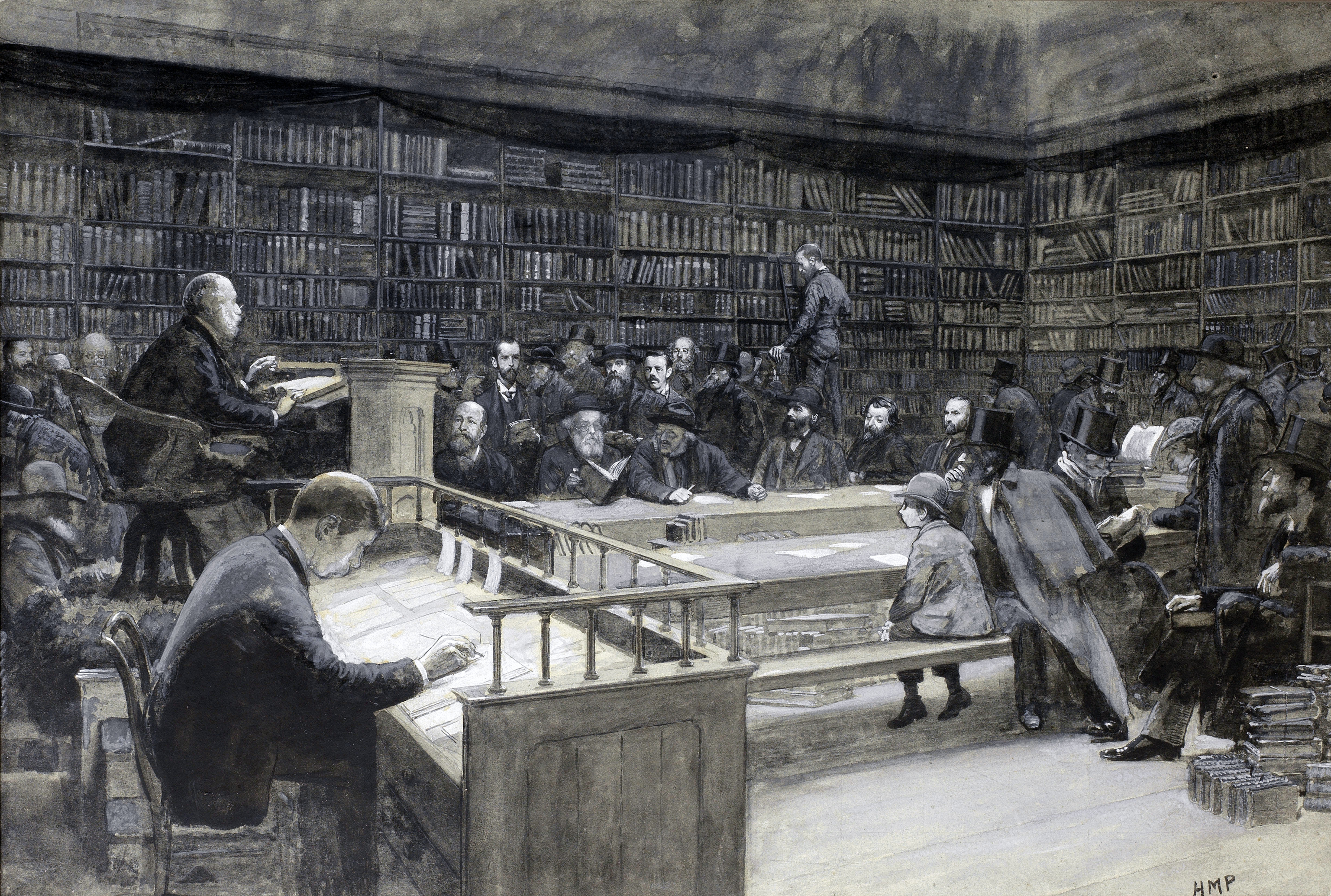
فروش کتاب در حال انجام در مسرز ساتبی، ویلکینسون و هاج خیابان ولینگتون، لندن، ۱۸۸۸، Wellington Street, London

## ساتبیز؛ قرن بیستم
این شرکت در ابتدا به دنبال حراج هنرهای زیبا نبود. اولین موفقیت بزرگ آن‌ها در این زمینه فروش یک نقاشی از فرانس هالس به مبلغ نه هزار گینه در سال ۱۹۱۳ بود. نام‌های دیگر عبارتند از: "لی، ساتبی و ویلکینسون"؛ "ساتبی، ویلکینسون و هاج (۱۸۶۴–۱۹۲۴)"؛ "ساتبی و کمپانی (1924-1983)"؛ "مسرز ساتبی"؛ "ساتبی و ویلکینسون"; "ساتبی ماک‌ون‌وای"; و "ساتبیز و کمپانی". در سال ۱۹۱۷، ساتبیز از ساختمان شماره ۱۳ خیابان ولینگتون به ساختمان شماره ۳۴–۳۵ خیابان نیوبوند (که تا به امروز به عنوان پایگاه شرکت در لندن به‌شمار می‌آید باقی مانده‌است)، نقل مکان کرد. ساتبیز به زودی به عنوان رهبر بازار حراج لندن، که در هنر سرمایه‌گذاری می‌کرد، به رقیب کریستیز تبدیل شدند. در سال ۱۹۶۴، ساتبیز پارک برنت که در آن زمان بزرگ‌ترین حراجی هنرهای زیبا در ایالات متحده بود را خریداری کرد. در سال بعد، ساتبیز به ساختمان شماره ۹۸۰ خیابان مدیسون نیویورک نقل مکان کرد. در سال ۱۹۶۷، با رشد بین‌المللی صنعت حراج هنرهای زیبا، ساتبیز دفاتری را در پاریس و لس‌آنجلس افتتاح کرد و اولین خانه حراجی شد که در سال ۱۹۷۳ در هنگ کنگ و در سال ۱۹۸۸ در مسکو شروع به فعالیت کرد.
علاوه بر برگزاری حراجی‌های واقعی که در ساتبیز برگزار می‌شود، حراج‌داران این شرکت در فیلم‌های مختلفی از جمله فیلم اختاپوسی جیمز باند در سال ۱۹۸۳ نیز شرکت کرده‌اند.
با توجه به این‌که مشارکت‌های خصوصی در معاملات بخشی ضروری و سودآور از این نوع تجارت را تشکیل می‌دهند، در طول سال‌ها، ساتبیز گالری‌های هنری را خریداری کرده و به فروشندگان در تأمین مالی خرید کمک کرده‌است. همچنین با نمایندگی‌های فروش خصوصی نیز همکاری داشته‌است. در سال ۱۹۹۰، ساتبیز با فروشنده آثار هنری ویلیام آکوآولا در تأسیس هنر مدرن آکوآولا، که یک شرکت سهامی عام در نوادا، و زیرمجموعه هلدینگ ساتبیز است، همکاری کرد. این شرکت ۱۴۳ میلیون دلار برای آثار گالری پیر ماتیس در منهتن که شامل حدود ۲۳۰۰ اثر از هنرمندانی مانند میرو، ژان دوبوفه، آلبرتو جاکومتی و مارک شاگال بود پرداخت کرده و شروع به فروش این آثار به صورت حراجی عمومی و خصوصی کرد. در سال ۱۹۹۶، ساتبیز گالری آندره امریچ را برای اداره بخشی به نام امریک ساتبیز خریداری کرد و در سال ۱۹۹۷، ۵۰ درصد از سهام پروژه‌های دیچ (Deitch) را خریداری کرد. در نتیجه، بنیاد جوزف و آنی آلبرز، ذی‌نفع اصلی املاک هنرمندان، و همچنین املاک موریس لوئیس و میلتون آوری اعلام کردند که قراردادهای امریک خود را تمدید نخواهند کرد. این تصمیم درست پس از آن فاش شد که ساتبیز تصمیم گرفته بود فضای اصلی امریک را در ساختمان شماره ۴۱ خیابان ۵۷ غربی ببندد و هنرمندان مشغول در آن را از پروژه دیچ (Deitch) بیرون کند. در ادامه، ساتبیز آندره امریچ را در سال ۱۹۹۸ تعطیل کرد و بعدتر سهم خود را در پروژه‌های دیچ به جفری دیچ فروخت. در سال ۲۰۰۶، ساتبیز یکی از نمایندگی‌های هلندی خود به نام نورتمن مستر پینتینگ (Noortman Master Paintings) را از مالک آن، رابرت نورتمن، به مبلغ ۸۲٫۵ میلیون دلار (۵۶٫۵ میلیون دلار سهام ساتبی و فرض بیش از ۲۶ میلیون دلار بدهی گالری، از جمله ۱۱٫۷ میلیون دلار بدهی به خانه حراج) خریداری کرد. ساتبیز و نورتمن پیش‌تر، در سال ۱۹۹۵، با یکدیگر همکاری کرده بودند، زمانی که سود فروش میلیونر هلندی جوست ریتمن بین دو شرکت تقسیم شد. در سال ۱۹۹۰، ساتبیز نیویورک برای اجازه ساخت یک برج مسکونی ۲۷ طبقه، در بالای دفتر مرکزی پنج طبقه، لابی کرده بود که این اتفاق هرگز محقق نشد. در عوض، ساتبیز در طول دهه ۱۹۹۰ علاقه خود را به مکان‌هایی از ساختمان قدیمی الکساندر در خیابان ۵۹ شرقی تا سایت کولیسئوم نیویورک در کلمبوس سیرکل نشان داد و حتی در نظر داشت به ساختمان قدیمی بی. آلتمن در خیابان پنجم نقل مکان کند.

## ساتبیز؛ قرن بیست و یکم
در سال ۲۰۰۰، این شرکت ساختمان خود، واقع در خیابان یورک را به قیمت ۱۱ میلیون دلار خرید و در سال ۲۰۰۱، ۱۴۰ میلیون دلار برای توسعه و بازسازی آن هزینه کرد، که از جمله تغییرات اضافه کردن شش طبقه و ۲۴۰۰۰۰ فوت مربع به وسعت آن بود. در این نوسازی قابلیت ذخیره آثار در مکان‌هایی که بخش‌های تخصصی، گالری‌ها و فضاهای حراجی هستند، را فراهم کرد. دفاتر ساتبیز نیویورک همچنین شراب ساتبی و بید سابق (یک رستوران آمریکایی که بعدتر به مشروب‌فروشی تبدیل شد) را در خود جای داده‌است، که به دلیل فعالیت و عملکرد ضعیف بسته شد. این شرکت، ساختمان خیابان یورک را در سال ۲۰۰۲ به قیمت ۱۷۵ میلیون دلار فروخت. در می ۲۰۰۷، ساتبیز در پاسخ به علاقه روزافزون خریداران روسی در بازار جهانی هنر، دفتری را در مسکو افتتاح کرد و در سال ۲۰۰۹ اولین فروش خود را در قطر انجام داد.

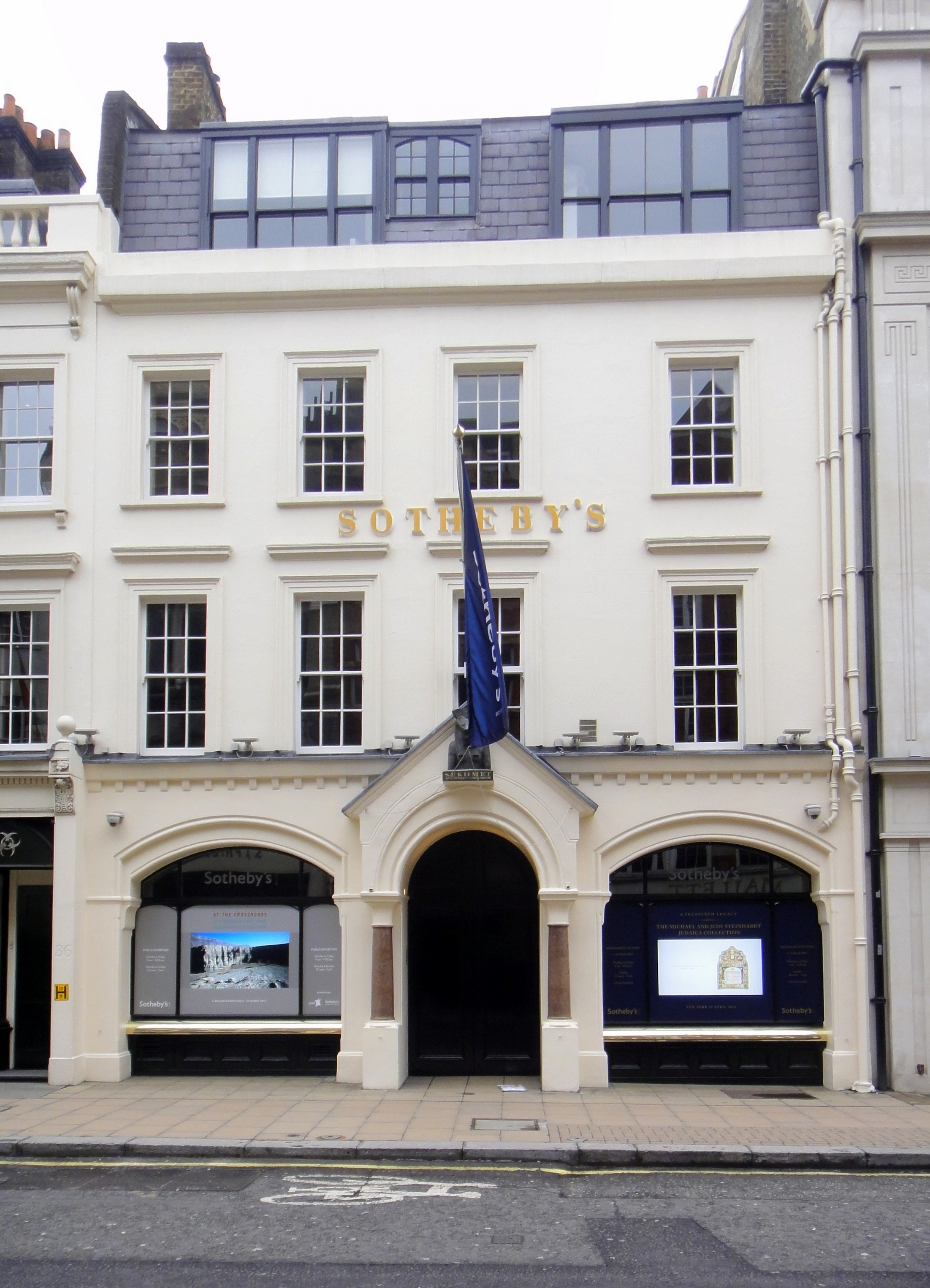
دفتر ساتبی در نیو باند استریت، شهر لندن.

همان‌طور که بسیاری از صنایع در بحران اقتصادی سال ۲۰۰۸ ضربه خوردند، بازار هنر نیز از این اتفاق مستثنی نبود. در آمارهای بین‌المللی، قیمت آثار هنری در سه‌ماهه اول سال ۲۰۰۸ در مقایسه با سه‌ماهه قبل ۷٫۵ درصد کاهش یافت. در سپتامبر و اکتبر ۲۰۰۸، خانه‌های حراج بزرگ شاهد کاهش شدید فروش بودند: artprice.com، رهبر اطلاعات بازار هنر جهان، اصطلاح «اکتبر سیاه» را ابداع کرد. نرخ خرید ساتبی ۲۷ درصد، کریستیز ۴۵ درصد و فیلیپس دوپوری ۴۶ درصد بود. با این حال، ارزش کل فروش حراج آثار هنری در جهان و ایالات متحده به ترتیب ۸٫۳ میلیارد دلار و ۲٫۹ میلیارد دلار آمریکا بود. در سال ۲۰۰۹، استیون آ.کوهن، مجموعه‌دار هنری، ۶ درصد از سهام خانه حراج را برای صندوق سرمایه‌گذاری SAC Capital Advisors اختصاص داد.
در سال ۲۰۱۱، گالری نورتمن در آمستردام بسته شد و به لندن منتقل شد. دو سال بعد، ساتبیز نورتمن را پس از ثبت ۸٫۳ میلیون دلار موجودی و شروع به فروش آثار هنری کم‌ارزش از طریق خانه‌های حراج دیگر، تعطیل کرد. از سال ۲۰۲۱، ساتبیز در بیش از ۴۰ کشور جهان در ۸۰ مکان حضور دارد. در سال ۲۰۱۲، این شرکت یک قرارداد سرمایه‌گذاری مشترک ۱۰ ساله برای راه‌اندازی شرکت حراج ساتبی (پکن)، یعنی اولین خانه حراج بین‌المللی در چین، امضا کرد. بر اساس این قرارداد، ساتبیز ۱٫۲ میلیون دلار سرمایه‌گذاری کرد تا ۸۰ درصد از سهام این سرمایه‌گذاری را با گروه توسعه فرهنگی دولتی پکن گه‌هوا (Beijing Gehua) در اختیار بگیرد.
تا سال ۲۰۱۲، این شرکت درآمد سالانه‌ای بالغ بر ۸۳۱٫۸ میلیون دلار داشت و دفاتری در خیابان‌های یورک منهتن و نیو باند لندن داشت.
ساتبیز در رقابتی با کریستیز بر سر موقعیت حراج آثار هنری برجسته در جهان است. در اوت ۲۰۰۴، ساتبیز سیستم آنلاینی را معرفی کرد ساتبیز من (MySotheby's) که به مشتریان این امکان را می‌داد تا تعداد زیادی از اجناس حراج را پیگیری کنند و «لیست دلخواه» ایجاد کنند که می‌توانند به‌طور خودکار با در دسترس قرار گرفتن آثار جدید به روز شوند. ساتبیز همچنین سرویس BIDnow را ایجاد کرد که به متقاضیان اجازه می‌دهد هم‌زمان با تماشای حراج‌ها، به استثنای حراج‌های شراب، به صورت آنلاین پیشنهاد خرید بدهند. LiveBid نیز سیستم مناقصه آنلاین ساتبیز است که منحصراً برای حراج شراب می‌باشد.
در این میان، درآمد حاصل از حراج کلاسیک کاهش یافته‌است، و ساتبیز از کاهش ۴۲ درصدی درآمد خالص در نیمه اول سال ۲۰۱۲ خبر داد.
در فوریه ۲۰۱۵ ساتبیز ۲۵ درصد از سهام حراج خودروهای کلاسیک و قدیمی حراجی آر.ام را خریداری کرد.
در ۱۷ مارس ۲۰۱۵، اعلام شد که تاد اسمیت، رئیس سابق و مدیر اجرایی مدیسون اسکوئر گاردن نیویورک، جانشین ویلیام اف روپرشت به عنوان مدیرعامل ساتبیز خواهد شد. اسمیت هیچ تجربه‌ای در صنعت حراج نداشت، اما در طول مدت حضورش در مدیسون اسکوئر گاردن، بر افزایش دو برابری سود تأثیر گذاشت. در سال ۲۰۱۵، دیوید ردن، قدیمی‌ترین کارمند خانه حراج، و نایب رئیس شرکت، بازنشسته شد.
در سال ۲۰۱۶، این شرکت پس از صرف ۵۰ میلیون دلار برای شرکای آژانس هنری، که توسط ایمی کاپلازو، آلن شوارتزمن و آدام چین اداره می‌شد، به بازار شوک وارد کرد. سرمایه این سه نفر به اشتراک گذاشته شد و همچنین ۳۵ میلیون دلار پاداش مربوط به عملکرد قرارداد پنج ساله در سال ۲۰۲۱ به پایان رسید.
در ۲۵ ژانویه ۲۰۱۸، ساتبیز شرکت هوش مصنوعی Thread Genius را به مبلغی نامشخص خریداری کرد.
در فوریه ۲۰۱۹، ساتبی از طراحی مجدد و گسترش دفتر مرکزی خود در شمال شرقی نیویورک خبر داد که توسط شوهی شیگماتسو از دفتر معماری متروپولیتن (OMA) انجام شد. فضای نمایشگاهی در آن‌جا از ۶۷۰۰۰ به بیش از ۹۰۰۰۰ فوت مربع افزایش خواهد یافت و این پروژه شامل اضافه شدن چندین گالری جدید خواهد بود.
در سال ۲۰۱۹، ساتبیز یک پلتفرم ارزیابی آنلاین را به وب‌سایت خود معرفی کرد تا ارائه برآوردها را تسهیل کند.
در ژوئن ۲۰۱۹، ساتبیز اعلام کرد که ۶۱ درصد سهام بازار توسط پاتریک دراحی، بازرگان فرانسوی-اسرائیلی با خریداری شده‌است. در ۲۸ اکتبر ۲۰۱۹، ساتبیز چارلز اف. استوارت را به عنوان مدیرعامل جدید خود معرفی کرد. مدیر عامل سابق ساتبی، تاد اسمیت، به سمت مشاور انتخاب شد.
در سال ۲۰۲۰، ساتبیز برای اولین بار از سال ۲۰۱۱، با فروش بیش از ۵ میلیارد دلار در مقایسه با رقیب خود حراج کریستیز (۴٫۴ میلیارد دلار) پیشی گرفت و به برترین خانه حراجی جهان تبدیل شد.
از اواخر سال ۲۰۲۱، پسر دراحی، ناتان دراحی، مدیر عامل ساتبیز آسیا است.

### ساتبیز در بورس معاملات عمومی

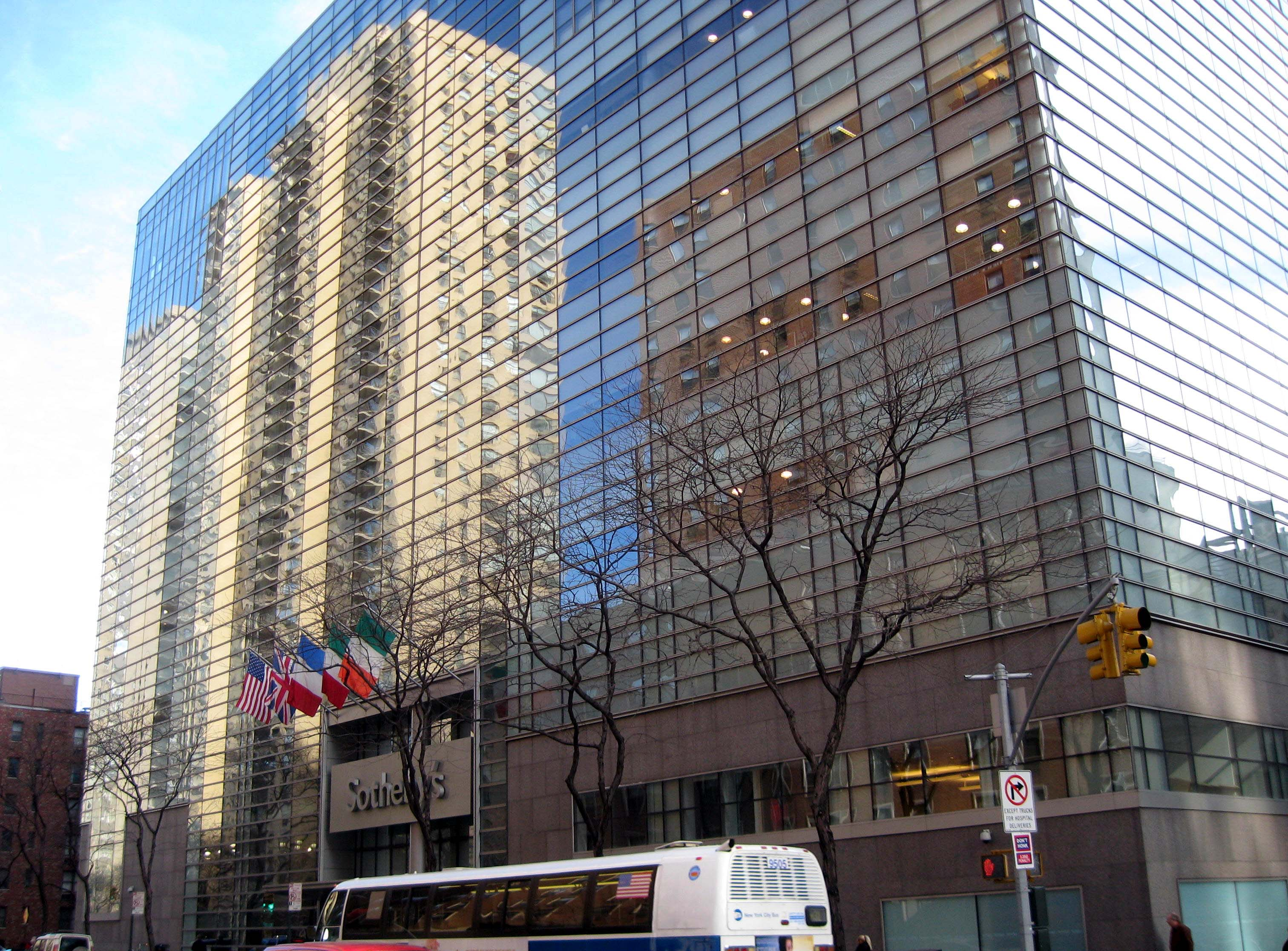
دفتر مرکزی خیابان یورک، در نیویورک.

ساتبیز در سال ۱۹۷۷ به یک شرکت سهامی عام در بریتانیا تبدیل شد. در سال ۱۹۸۰، پس از کاهش فروش، دفتر مرکزی خود در آمریکای شمالی را از خیابان مدیسون به یک کارخانه سیگار برگ در خیابان ۱۳۳۴ یورک شهر نیویورک منتقل کرد. خانه حراج گالری‌های خیابان مدیسون خود را در خیابان ۷۶ شرقی بست. گالری‌های لس‌آنجلس فروخته شد و حراج‌های ساحل غربی به نیویورک منتقل شد.
سال بعد، گروهی از سرمایه گذاران (از جمله میلیونر آمریکایی آلفرد تاوبمن) ساتبیز را خریداری و به سهامی خاص تبدیل کرد. ساتبیز در اوت ۱۹۸۳، به عنوان هلدینگ ساتبیز، در میشیگان ثبت شد. در سال ۱۹۸۸، تابمن سهام ساتبیز را سهامی عام کرده و سهامش را در بورس اوراق بهادار نیویورک فهرست کرد، و ساتبیز را به قدیمی‌ترین شرکت سهامی‌عام در NYSE با نماد تیکر تبدیل کرد. در ژوئن ۲۰۰۶، هلدینگ ساتبیز مجدداً در ایالت دلاور دوباره جان گرفته و اندکی پس از آن به ساتبیز تغییر نام داد.
در سال ۲۰۱۹، پس از اینکه ساتبی توسط پاتریک دراحی به مبلغ ۳٫۷ میلیارد دلار خریداری و به سهامی خاص تبدیل شد، این شرکت در بورس نیویورک در دسترس نیست.

## روند حراج
حراج ساتبیز معمولاً در طول روز برگزار می‌شود. اکثر آن‌ها رایگان و برای عموم آزاد هستند، به استثنای حراج‌های عصر که نیاز به بلیط دارند. شرکت‌کنندگان هیچ‌گونه تعهدی برای مناقصه ندارند.
مناقصه زمانی به پایان می‌رسد که فقط یک داوطلب حاضر به خرید اثر با قیمت اعلام شده مناقصه‌گر باشد. حراج‌دهنده اثر اعلام می‌کند که به برنده مناقصه فروخته شده‌است. پیشنهاد با مبلغ بالا، قیمت چکشی نیز نامیده می‌شود. ساتبیز تحویل آثار را به صورت خصوصی با خریدار هماهنگ می‌کند.

### خرید
خریداران می‌توانند با مرور کاتالوگ‌های الکترونیکی، بازدید از نمایشگاه‌ها، خرید کاتالوگ‌های چاپی و ثبت‌نام برای خبرنامه ایمیلی، از آنچه در ساتبیز برای فروش گذاشته‌است مطلع شوند. خریداران می‌توانند برای مناقصه حضوری، در دفاتر ساتبی، یا به صورت آنلاین ثبت‌نام کنند. ساتبیز از خریداران احتمالی می‌خواهد که مدارک هویتی صادر شده توسط دولت، و گاهی یک مرجع بانکی ارائه دهند. چهار راه وجود دارد که خریداران می‌توانند پیشنهاد خرید بدهند: حضوری در اتاق‌های حراج، از طریق تلفن، پیشنهاد مستقیم آنلاین یا پیشنهاد غیرحضوری آنلاین. هنگامی که یک پیشنهاد با موفقیت انجام می‌شود، ساتبیز قیمت چکش، حق بیمه خریدار و مالیات را محاسبه و تجمیع می‌کند.

### فروش
فروشندگان ملزم به ارسال فرم تخمین حراج با ارائه اطلاعات کامل و عکسی از کالا هستند. پس از پذیرفته شدن برای حراج، فروشنده و ساتبیز قراردادی را امضا می‌کنند که قیمت رزرو و کمیسیون فروشنده را تعیین می‌کند. اگر مناقصه در پیشنهاد فروشنده به قیمت ذخیره نرسد، کالا فروخته نمی‌شود.

## دسته‌بندی خدمات

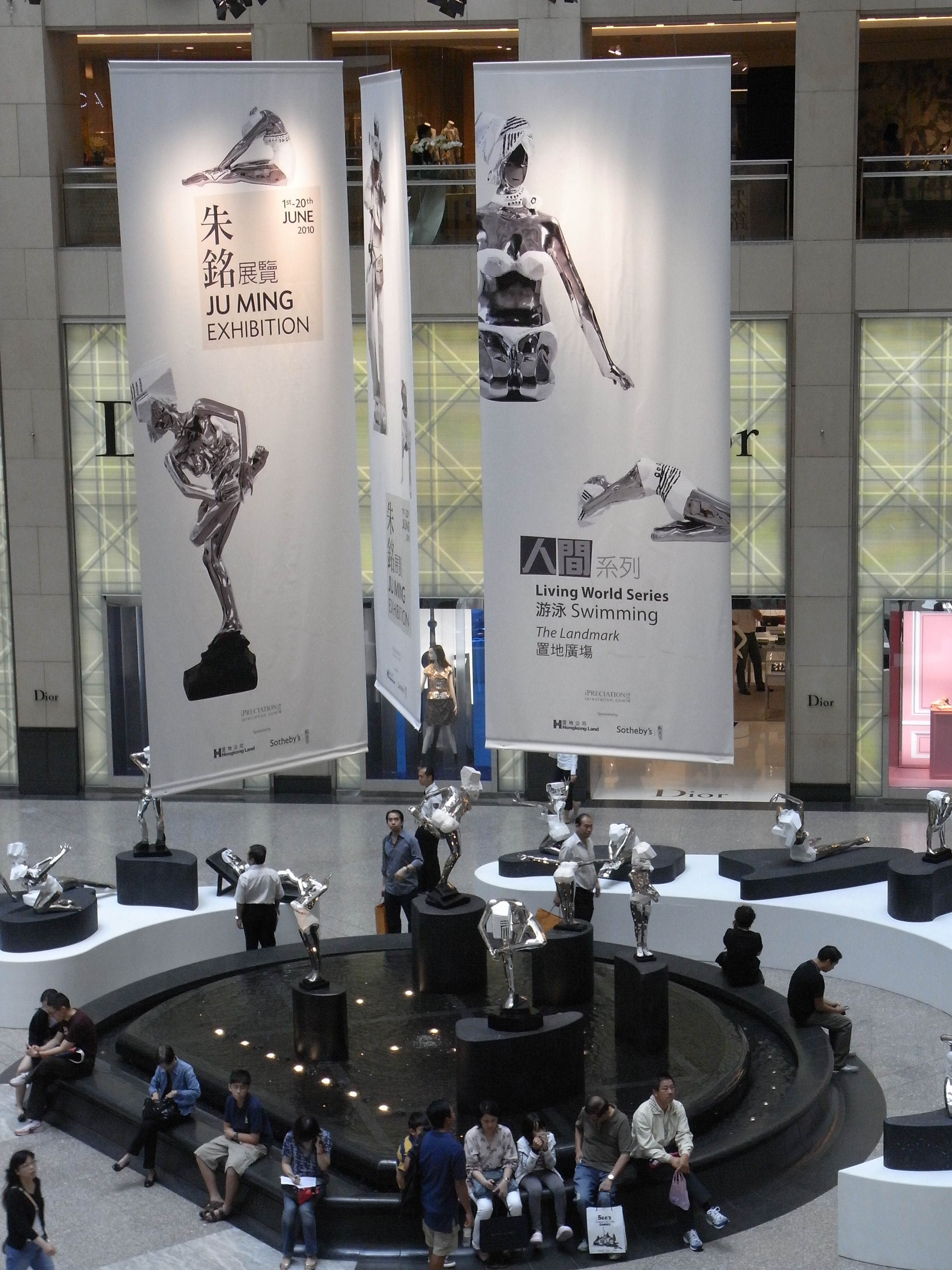
مرکز مشاوره هنگ کنگ، نمایشگاه هنر داخلی جو مینگ ساتبیز

از آوریل ۲۰۲۱، ساتبیز خدمات زیر را ارائه می‌کند:
- مشاوره
- گروه مشتریان امانت‌دار
- مشارکت‌های جهانی
- خدمات مالی / وام
- نگهداری آثار هنری (هنرهای زیبا)
- خدمات پست از فروش
- فروش خصوصی
- استرداد
- تحقیقات علمی
- امور مالیاتی، موروثی و موزه‌های بریتانیا
- ارزش‌گذاری آثار
- خدمات مشاوره برای شراب

فروش خصوصی
اگر فروشندگان مایل به حراج عمومی نباشند، ساتبیز فروشندگان را با خریداران احتمالی به صورت خصوصی مرتبط می‌کند. هویت خریداران و پیشنهاددهندگان فاش نمی‌شود. فروش خصوصی ساتبیز با اصل محرمانه بودن اطلاعات مشتریان کار می‌کند و فرایند خرید و فروش را در یک محیط خصوصی تنظیم می‌کند. در سال ۲۰۱۱، فروش خصوصی ۱۶٫۵ درصد از کل فروش ساتبی را به خود اختصاص داد. در آن سال، ساتبیز فضای گالری جدیدی به نام S2 را در دفتر مرکزی خیابان یورک، با نمایش آثار نقاش آبستره آمریکایی سام فرانسیس افتتاح کرد. برخلاف گالری (Haunch of Venison)، گالری که کریستیز در سال ۲۰۰۷ خریداری کرد، S2 تنها به نمایش فروش خصوصی خانه حراج اختصاص دارد. در سال ۲۰۱۳، ساتبیز یک گالری برای فروش خصوصی در نزدیکی شعبه خود در لندن، در یک ساختمان پنج طبقه در خیابان جورج افتتاح کرد. خانه حراج همچنین فروش خصوصی خود را از طریق نمایشگاه‌های فروش مجسمه‌های یادبود در خانه چتزوورث (Chatsworth)، دربی شایر و باغ گیاه‌شناسی سنگاپور انجام می‌دهد.
خدمات مالی / وام
بخش خدمات مالی ساتبیز در سال ۱۹۸۸ تأسیس شد، این واحد وام‌هایی را برای آثار ارسالی و وام‌هایی را نیز در برابر ارزش اقلام مشتری ارائه می‌دهد. خانه حراج همچنین برای کالاهایی که مشتریان قصد فروش آن‌ها را ندارند، برای مدت معینی وام‌های مدت‌دار می‌دهد، ساتبیز در گزارش سالانه خود در سال ۲۰۱۱ گفت، در حالی که وام‌دهندگان سنتی مانند بانک‌ها وام‌هایی با هزینه کمتر به وام گیرندگان ارائه می‌دهند، تعداد کمی از آثار هنری را به عنوان وثیقه می‌پذیرند.
گالری تصاویر
کتابخانه تصویر ساتبی حاوی تصاویر در فرمت‌های مختلف برای صدور مجوز بود و یکی از تأمین‌کنندگان تصاویر پایگاه‌های داده مختلف مانند انجمن کتابخانه‌ها و آژانس‌های تصویری بریتانیا (BAPLA) بود. با این حال، تنها آرشیو تصاویر ذکر شده در وب‌سایت ساتبی تا آوریل ۲۰۲۱، اشاره‌ای قدیمی به آرشیو استودیو سیسیل بیتون است که سیسیل بیتون آن را در سال ۱۹۷۷ به ساتبی فروخت.
شراب
در اکتبر ۲۰۱۹، ساتبیز مجموعه علامت‌های شخصی ساتبیز را راه‌اندازی کرد، مجموعه‌ای از ده‌ها شراب. تکمیل این پروژه دو سال به طول انجامید و بر اساس شراب‌های پرفروش ساتبی است، هم شراب‌هایی که در فروشگاه ارائه شده‌اند، و هم در پلتفرم تجارت الکترونیک. علاوه بر این، این مجموعه منعکس‌کننده روابط طولانی مدت ساتبی با تولیدکنندگان شراب در سراسر جهان است. دایرةالمعارف شراب ساتبی از سال ۱۹۸۸ در چندین نسخه به قلم تام استیونسون منتشر شده‌است.
سایر
از نوامبر تا دسامبر ۲۰۱۸ ساتبیز چاپ و نشر یک مجله آنلاین دو ماهانه با نام خودش را آغاز کرده‌است.

## شرکا

### مؤسسه هنر ساتبیز
در سال ۱۹۶۹، ساتبیز مؤسسه هنری ساتبی را در لندن تأسیس کرد. این مؤسسه اکنون مدارک کارشناسی ارشد تمام‌وقت و همچنین دوره‌های آنلاین در رشته‌های مختلف را ارائه می‌دهد.

### گروه املاک بین‌المللی ساتبیز
گروه املاک بین‌المللی ساتبیز یک برند املاک و مستغلات لوکس است که در سال ۱۹۷۶ توسط ساتبیز تأسیس شد. این مؤسسه به روش اعطای نمایندگی عمل می‌کند.

### آر-ام ساتبیز
آر-ام ساتبیز در زمینه خرید و فروش خودروهای کلاسیک فعالیت می‌کند، که دفتر مرکزی آن در کانادا، و دفاتر دیگر در سراسر ایالات متحده و اروپا قرار دارند. این شرکت که قبلاً RM Auctions نام داشت، و از سال ۲۰۱۵ بخشی از مالکیت این شرکت در ساتبیز بوده‌است.

## جایزه ساتبیز
رویداد جایزه ساتبی که در سال ۲۰۱۷ راه اندازی شد، یک جایزه سالانه ۲۵۰۰۰۰ دلاری است که به موزه‌هایی اعطا می‌شود که "نمایشگاه‌های پیشگامانه" برگزار می‌کنند. برندگان افتتاحیه "بسیاری از زبان‌ها": هنر، زبان و انقلاب در خاورمیانه و جنوب آسیا، به سرپرستی عمر خولیف، از موزه هنرهای معاصر در شیکاگو، و "پاپ آمریکا": آزادی رقابت، ۱۹۶۵–۱۹۷۵ به سرپرستی استر گابارا از موزه ناشر بودند. برنامه اولین جایزه ساتبیز در سال ۲۰۲۰ به پایان رسید.

## فروش‌های قابل توجه

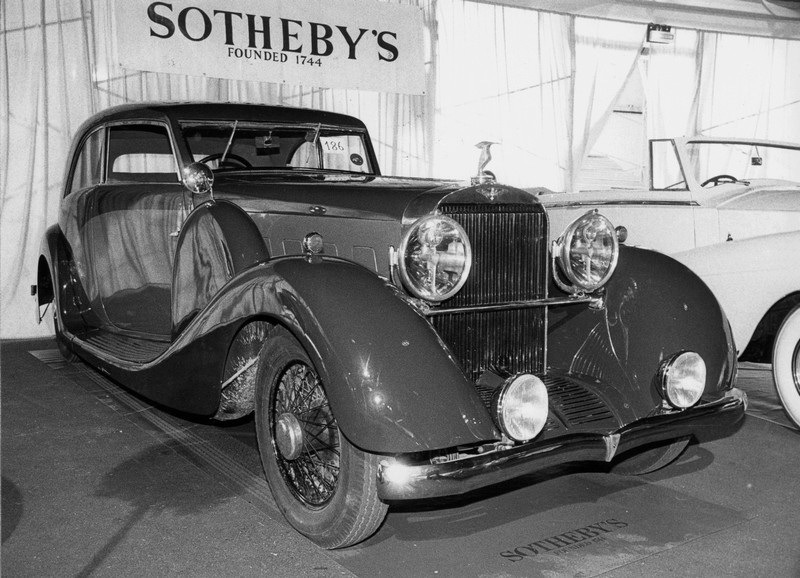
هیسپانو J12 1933 -ساتبی ۱۹۸۹

### آثار هنری به حراج گذاشته شده
ساتبیز تعدادی از رکوردهای جهانی را برای آثار هنری حراج زده به ثبت رسانده‌است. مقادیر پولی زیر به دلار آمریکا ارائه شده‌است:
- در ۲۲ می ۲۰۰۲، تابلوی رزی پرچ‌کن از نورمن راکول به قیمت ۴٫۹۶ میلیون دلار فروخته شد.
- در ۳ می ۲۰۰۶، ساتبیز دورا مار و گربه اثر پابلو پیکاسو را به قیمت ۹۵ میلیون دلار به حراج گذاشت و دومین اثر هنری گران‌قیمتی بود که در آن زمان در حراجی فروخته شد.
- در ۷ ژوئن ۲۰۰۷، مجسمه آرتمیس و گوزن که یک مجسمه برنزی از هنر دوران روم باستان است، در حراجی ساتبی به قیمت ۲۸٫۶ میلیون دلار فروخته شد و رکورد جدیدی را به عنوان گران‌ترین مجسمه و همچنین آثاری از دوران باستان که تا به حال در حراجی فروخته شده‌است، به ثبت رساند.
- ساتبیز با نقاشی "مرکز سفید (زرد، صورتی و اسطوخودوس روی رز)" اثر مارک روتکو که در سال ۱۹۵۰ کشیده‌است، رکورد جهانی گران‌ترین اثر هنری معاصر فروخته شده در حراجی را در اختیار دارد، که در می ۲۰۰۷ به فروش ۷۲٫۸ میلیون دلاری دست یافت.
- ساتبیز در آن زمان رکورد جهانی جدیدی را برای گران‌ترین اثر حراج شده توسط یک هنرمند زنده به ثبت رساند و در حراج نوامبر ۱۹۸۶، تابلوی نقاشی "خارج از پنجره" اثر جاسپر جانز، که اولین حراج بیش از ۱۰ میلیون دلار در این رده بود، ۱۷ میلیون دلار به دست آورد.
  - در حالی که ساتبیز و کریستیز همواره در حال پیشی گرفتن از یکدیگر هستند، ساتبیز با اولین حراجی بیش از ۲۰ میلیون دلار در این رده، با نقاشی "قلب آویزان (سرخابی/طلایی)" اثر جف کونز، رکورد فروش را از کریستیز پس گرفت، و در نوامبر ۲۰۰۷ به فروش ۲۳٫۶ میلیون دلاری دست یافت.
  - در ۱۲ اکتبر ۲۰۱۲، ساتبیز این رکورد را با اولین حراج بیش از ۳۰ میلیون دلار در این رده، پس گرفت، زمانی که یک نقاشی با نام Abstraktes Bild (809-4) متعلق به سال ۱۹۹۴ از مجموعه Abstraktes Bilder اثر گرهارد ریشتر، به قیمت ۳۴ میلیون دلار فروخته شد.
- در ۶ دسامبر ۲۰۰۷، ساتبیز مجسمه ماده‌شیر گونل، که یک شیر آهکی ۳ ۱/۴ اینچی از بین‌النهرین است را به حراج گذاشت. تصور می‌شود این شیر حداقل ۵۰۰۰ سال قدمت داشته باشد. این مجسمه به قیمت ۵۷ میلیون دلار فروخته شد و بالاترین قیمتی را که تا به حال در یک حراجی برای یک مجسمه پرداخت شده بود، به دست آورد.[۸۶]
- در ۱۵ دسامبر ۲۰۰۷، ساتبیز یکی از هفت نسخه «قصه‌های بیدل نقال» نوشته جی. کی. رولینگ را به حراج گذاشت. این کتاب به قیمت چکش ۳٫۸ میلیون دلار خریداری شد. هر نسخه جلد چرمی توسط رولینگ نوشته و تصویرسازی شده بود، شش نسخه به دوستان نزدیک او داده شد و نسخه هفتم به حراج فرستاده شد و درآمد حاصل از آن به خیریه صدای کودکان اختصاص یافت.[۸۷]
- در ۱۹ دسامبر ۲۰۰۷، ساتبیز یک نسخه ۷۱۰ ساله از "منشور کبیر" را به حراج گذاشت، آخرین نسخه باقی مانده در دست، از ۱۷ نسخه‌ای که وجود دارد. نسخه به قیمت ۲۱٫۳ میلیون دلار فروخته شد.[۸۸]
- در ۳ فوریه ۲۰۱۰، مجسمه "مرد در حال قدم‌زدن ۱" اثر آلبرتو جاکومتی به قیمت ۱۰۳٫۷ میلیون دلار در یک حراجی لندن فروخته شد و در آن زمان رکورد جهانی جدیدی را برای یک اثر هنری فروخته شده در حراج ثبت کرد.[۸۹]
- در ۲ می ۲۰۱۲، نسخه‌ای از نقاشی «جیغ» به قیمت ۱۱۹٫۹ میلیون دلار فروخته شد.
- در ۱۱ نوامبر ۲۰۱۴، Patek Philippe Henry Graves Supercomplication تبدیل به گران‌ترین ساعتی شد که تا به حال در حراجی فروخته شد و به قیمت نهایی ۲۳٫۹۸ میلیون دلار رسید.[۹۰]
- در ۲ ژوئن ۲۰۱۶، "زن نشسته" اثر پابلو پیکاسو به قیمت ۶۳٫۷ میلیون دلار در ساتبی در لندن فروخته شد و این اثر را به گران‌ترین نقاشی کوبیسم تبدیل کرد که تا به حال در حراجی فروخته شده‌است.[۹۱]
- در ۵ اکتبر ۲۰۱۸، «دختری با بادکنک» بنکسی مدت کوتاهی پس از چکش خوردن در رکورد حراج این هنرمند شروع به «تکه‌تکه شدن» خود کرد. این اثر بعداً دوباره با عنوان جدید «عشق در سطل است» به قیمت ۱۸٫۵ میلیون پوند فروخته شد، رکوردی برای بنکسی، که پس از رکورد قبلی ۱۶٫۵ میلیون پوندی‌اش ثبت شد.[۹۲]
- در ۱۴ مه ۲۰۱۹، تابلوی "Meules" کلود مونه به قیمت بیش از ۱۱۰ میلیون دلار فروخته شد.[۹۳]
- در ۲۵ اکتبر ۲۰۲۱، ساتبیز ۱۱ قطعه پیکاسو را که قبلاً متعلق به استیو وین بود به قیمت ۱۰۹ میلیون دلار در یک اتاق فروش پاپ‌آپ در لاس وگاس به حراج گذاشت.[۹۴]

### کفش‌های کتانی ساتبیز
در سال‌های اخیر، ساتبیز کفش‌های کتانی (هم طرح‌های قدیمی، که در یک فروشگاه کفش‌های کتانی با نام "حالا بخر: buy-now" و هم کفش‌های با ارزشی که برخی از آن‌ها توسط افراد مشهور پوشیده شده‌اند) را در حراج می‌فروشد. حراج‌های کفش کتانی تعداد فروش خوبی را برای ساتبیز به همراه داشته‌است. رکوردهای قابل توجه فروش حراج عبارتند از:
- ژوئیه ۲۰۱۹، نایک تولید ۱۹۷۲، به نام "کفش ماه: Moon Shoe"، که کفش مسابقه تخت، با پارچه لانه زنبوری است به مبلغ ۴۳۷٬۵۰۰ دلار آمریکا فروخته شد.[۹۶][۹۷]
- در ۱۷ می ۲۰۲۰، کفش متعلق به مایکل جردن در سال ۱۹۸۵ با نام نایک "Air Jordan 1" به قیمت ۵۶۰۰۰۰ دلار فروخته شد.[۹۶][۹۷][۹۸]
- در آوریل ۲۰۲۱، کفش نایک به نام "Air Yeezy 1" که توسط کانیه وست در جوایز گرمی ۲۰۰۸ پوشیده شده بود، ۱٫۸ میلیون دلار آمریکا فروخته شد. این اولین کفش ورزشی بود که بیش از ۱ میلیون دلار فروخته شد.[۹۸][۹۹] این کفش توسط پلتفرم تخصصی سرمایه‌گذاری کفش کتانی RARES خریداری شدند.[۱۰۰]

### جواهرات
در ۹ ژوئیهٔ ۲۰۲۱، ساتبیز یک الماس ۱۰۱٫۳۸ قیراطی را به قیمت ۱۲٫۳ میلیون دلار به صورت ارز دیجیتال فروخت. این فروش گران‌ترین شیء فیزیکی بود که تا آن زمان به صورت عمومی برای خرید با ارز دیجیتال عرضه شده بود.

## حاشیه‌ها

### آثار باستانی غیرقانونی

#### رسوایی دهه ۱۹۹۰
در سال ۱۹۹۷، یک برنامه خبری در شبکه تلویزیونی Channel 4 ادعا کرد که ساتبیز به تجارت آثار باستانی بدون اشاره به خاستگاه و منبع پرداخته‌است و این سازمان حراج، از فروشندگانی که در قاچاق آثار باستانی فعالیت می‌کنند، استفاده می‌کند. از اواخر دهه ۱۹۸۰ تا اوایل دهه ۱۹۹۰، بخش آثار باستانی در لندن، توسط برندان لینچ و الیور فورج اداره می‌شد. لینچ مکرراً به هند سفر می‌کرد و قطعات ثبت نشده‌ای را از (وامن گیا: Vaman Ghiya؛ قاچاقچی اشیاء باستانی) در راجستان خریداری می‌کرد که معلوم شد از معابد و مکان‌های دیگر به سرقت رفته‌است. پیتر واتسون، مورخ و روزنامه‌نگار بریتانیایی، مقاله "Sotheby’s: The Inside Story (1997)" را نوشت و به تشریح این فعالیت‌های غیرقانونی پرداخت که در برنامه "۶۰ دقیقه" شبکه CBS نیز افشا شد. در نتیجه این افشاگری، ساتبیز جوابیه‌ای در مورد آثار باستانی غیرقانونی ارائه داد و اطمینان داد که فقط اقلام قانونی با منشأ منتشر شده در آینده معامله خواهند شد. این شرکت فروش آثار هنری آسیایی خود را در لندن متوقف کرد و اعلام کرد که از این پس قطعات آسیایی را تنها در نیویورک می‌فروشند، جایی که می‌توان اصالت و مشروعیت اجناس را بهتر کنترل کرد. فورج و لینچ از پست‌های خود برکنار شدند، اما هرگز اتهامی متوجه‌شان نشد. بعدتر آن‌ها یک شرکت مشاوره در لندن افتتاح کردند و به کسب و کار خود ادامه دادند.
گیا در سال ۲۰۰۳، در هند دستگیر شد. او در سال ۲۰۰۸ مجرم شناخته شد و به حبس ابد محکوم شد. در سال ۲۰۱۴ دادگاه عالی هند این محکومیت را لغو کرد. برخی از قطعات غیرقانونی آسیایی به گالری ملی استرالیا منتقل شده و از آن‌جا قطعه‌ای به نام "رقص شیوا" به گالری هنری استرالیای‌جنوبی ارسال شد. پس از طرح شک و تردیدها که در سال ۲۰۱۴ در خصوص این قطعه آغاز شد، مشخص شد که به احتمال زیاد یک قطعه سرقتی است و در سال ۲۰۱۹ به هند بازگردانده شد.

#### مجسمه کامبوج (۲۰۱۲)
در سال ۲۰۱۲، اداره مهاجرت و گمرک ایالات متحده اقدام به توقیف یک مجسمه ماسه‌سنگی کامبوجی متعلق به قرن دهم میلادی، از ساتبیز کرد، و طی شکایتی در دادگاه منطقه‌ای ایالات متحده، ناحیه‌جنوبی نیویورک ادعا کرد که این شرکت با وجود این‌که می‌دانسته این اثر از معبدی در کوه کر دزدیده شده‌است، اقدام به فروش آن در حراج کرده‌است.

### رسوایی قیمت‌گذاری (۲۰۰۰)
در فوریه ۲۰۰۰، آلفرد تاوبمن و دیانا بروکس مدیر عامل شرکت، به دلیل رسوایی در قیمت‌گذاری از سمت خود کناره‌گیری کردند. اف‌بی‌آی با بررسی شیوه‌های حراجی به تبانی مربوط به تعیین کمیسیون بین کریستیز و ساتبی پی برد. در اکتبر ۲۰۰۰، بروکس گناه خود را به امید عفو و کاهش مجازات پذیرفت و تاوبمن را درگیر ماجرا کرد. در دسامبر ۲۰۰۱، هیئت منصفه دادگاه شهر نیویورک، تاوبمن را مجرم تشخیص داد. او به یک سال حبس محکوم شد که ده ماه از آن را در زندان سپری کرد، در حالی که بروکس به شش ماه حبس خانگی به پرداخت ۳۵۰۰۰۰ دلار آمریکا محکوم شد. ساتبیز هم به پرداخت ۴۵ میلیون دلار جریمه محکوم شد. و هیچ کارمندی از کریستیز مورد اتهام واقع نشد.
پس از تحقیقات چهار ساله «ضد انحصار» توسط وزارت دادگستری ایالات متحده، حدود ۱۳۰۰۰۰ خریدار و فروشنده با این استدلال که در توطئه تعیین قیمت، توسط ساتبیز و کریستیز فریب خورده‌اند، شکایت دسته جمعی ارائه کردند. در سال ۲۰۰۱، دادگاه منطقه‌ای ایالات متحده در ناحیه جنوبی نیویورک موافقت نهایی با یک قراردادی ۵۱۲ میلیون دلاری تأیید کرد. گفته می‌شود که ساختار تسویه‌حساب در قرارداد، به جلوگیری از ورشکستگی هر دو شرکت، به ویژه ساتبیز کمک کرده‌است.
در زمان رسوایی، ۵۹ درصد از سهام ساتبیز متعلق به بارون فاندز بود.

### خطای حراج (۲۰۱۱)
در ۱۰ مارس ۲۰۱۱، ساتبیز یک جفت چراغ دیواری تزئینی را که به اشتباه، به امیل-ژاک رولمان نسبت داده شده بود را فروخت.

### حق تألیف هنرمندان (۲۰۱۲)
در سال ۲۰۱۲، مارک ژانکو، دلال آثار هنری، شکایتی را به دادگاه عالی ایالت نیویورک ارائه کرد و از ساتبیز و کادی نولاند شکایت کرد؛ ظاهراً پس از این‌که خانه حراج اثری را که او توسط این هنرمند تحویل داده شده بود را از فروش خارج کرده بود. در این شکایت استدلال شده بود که نقض توافق‌نامه صورت گرفته‌است. نولاند به ساتبیز گفته بود که مشکلی در مورد وضعیت نقاشی «کابوی شیردوش» او (که متعلق به ۱۹۹۰ بود) وجود دارد که تخمین زده می‌شود بین ۲۶۰۰۰۰ تا ۳۵۰۰۰۰ دلار فروخته شود. جانکو از ساتبیز برای پرداخت ۶ میلیون دلار غرامت و از نولاند برای ۲۰ میلیون دلار غرامت شکایت کرد. هر دو (ساتبیز و نولاند) استدلال کردند که خروج این اثر از حراج در "حق تألیف هنرمند" تحت "قانون حقوق هنرمندان تجسمی (VARA)" و قانون حقوق هنرمندان نیویورک (AARA) قرار دارد.

### اختلافات صنفی (۲۰۱۵)
خانه حراج ساتبیز لندن امور نظافتی و سایر خدمات پشتیبانی خود را به شرکت "CCML: Cleaning and Maintenance (London) Limited" واگذار کرده بود. در اوایل سال ۲۰۱۵، اتحادیه UVW (یک اتحادیه کارگری مستقل مردمی است که در لندن تأسیس شده‌است) یک مناقشه تجاری رسمی را بر سر دستمزد کم، حقوق خدمات درمانی، و مسائلی که در یک طرح با امضای ۲۴ نماینده مجلس تنظیم شده بود را آغاز کرده و تأکید کرد:
تعلیق غیرقانونی کارگران در پی شکایتی که از برخورد نامناسب، و امتناع از استفاده از برخی مواد شیمیایی که آن‌ها را به مشکلات تنفسی، درد قفسه سینه و بثورات دچار می‌کند، کسر بی‌دلیل دستمزد، کار بیش از حد و خشونت رفتاری (فریاد زدن) که کارگران و نظافتچی‌ها با آن مواجه هستند. توبیخ یک باربر به دلیل استفاده از سرویس بهداشتی در خارج از وقت استراحت، تهدید نظافتچی به تعلیق به دلیل تراشیده نشدن…
پس از اینکه CCML اکثر خواسته‌های UVW را پذیرفت، ساتبیز تصمیم گرفت تمام خدمات پشتیبانی را با یک شرکت جدید به نام سروست (به انگلیسی: Servest) محول کند. هنگامی که UVW اعتراضی پر سر و صدا، و تحصن در ورودی ساتبی برگزار کرد، در حالی که مشتریان برای رکوردشکنی در حراج‌های هنر معاصر در شبی تابستانی (از جمله آثار اندی وارهول و فرانسیس بیکن) وارد شده می‌شدند، نتیجه معکوس داشت. چهار کارگر به دلیل دست داشتن در این اعتراض تعلیق و مورد تحقیق قرار گرفتند که منجر به طرح دیگری با امضای ۴۲ نماینده مجلس شد:
ساتبیز و سروست اعتراض مسالمت‌آمیز را اقدامی نادرست می‌دانند. همچنین تصمیم ساتبیز برای ممنوعیت کارگران و نظافتچیان که در این اعتراض و برای درخواست دستمزد کم، حقوق خدمات درمانی و پایان دادن به سوءاستفاده از اتحادیه‌های کارگری شرکت کرده بودند را محکوم می‌کند.
با بازگشت تنها دو نفر از چهار کارگر، اعتراض دیگری، مرکز حراج خودروهای کلاسیک ساتبیز در بترسی لندن را مختل کرد. در فوریه ۲۰۱۶ اعلام شد که ساتبیز و سروست به توافقی دست یافته‌اند که به همه کارگران برون‌سپاری شده شرکتی، دستمزدی کافی برای زندگی در لندن و حقوق خدمات درمانی پرداخت کنند.

### ادعای گمراه کردن در معامله (۲۰۱۶–۲۰۱۹)
در سال ۲۰۱۶، سه تاجر آثار هنری نیویورک - وارن ادلسون، رئیس گالری ادلسون، و همچنین دلالان آثار هنری مستقر در نیویورک، الکساندر پریش و رابرت سایمون - قصد داشتند از ساتبیز به اتهام کلاهبرداری در مورد فروش مجدد تابلوی نقاشی سالواتور موندی اثر لئوناردو داوینچی شکایت کنند. آن‌ها در سال ۲۰۱۳، این اثر را از طریق ساتبیز به قیمت ۸۰ میلیون دلار فروخته بودند. و پس از اطلاع یافتن از این‌که خریدار تابلو، فروشنده آثار هنری سوئیسی، ایو بوویر، تابلو نقاشی را به مبلغ ۱۲۷٫۵ میلیون دلار به میلیاردر روسی دیمیتری ریبولوفوف فروخته‌است، احساس کردند که در مورد ارزش واقعی تابلو توسط ساتبیز فریب خورده‌اند. بر اساس اسناد دادگاه، این فروشندگان جویا شدند که آیا ساتبیز می‌دانست که این اثر هنری می‌توانست به قیمت بیشتری فروخته شود، و آیا آن‌ها «فریب خورده‌اند، که اثر را با مبلغ کمتری توسط ساتبیز بفروشند؛ زیرا بوویه مشتری محترمی است». خانه حراج اطلاع از این که ریبولولوف خریدار مورد نظر بوده را رد کرده‌است و به دنبال رد دعوی پیشگیرانه بوده‌است.
در سال ۲۰۱۸، در موردی مشابه، ریبولوفلف از ساتبیز شکایت کرده و درخواست ۳۸۰ میلیون دلار غرامت به دلیل تبانی با ایو بوویر را نمود، با این ادعا که ساتبیز «به بزرگ‌ترین کلاهبرداری هنری در تاریخ دامن زده‌است»، زیرا نایب رئیس فروش خصوصی ساتبیز «ارزیابی‌های با قیمت بالا» نوشته‌است. بوویر نیز این ارزیابی‌ها را برای تیم ریبولولوف ارسال کرده، و برخی از آثار هنری که بوویر به‌طور خصوصی از طریق ساتبیز خریده، قیمت‌های بالا به این مرد روس فرستاده‌است. ریبولوفلف مدعی شد که ایو بوویر با این کار، در طی چندین سال از او یک میلیارد دلار کلاهبرداری کرده‌است. ساتبیز این اتهام‌ها را رد کرد و «کاملاً بی‌اساس» خواند و اعلام کرد که به دنبال پایان دادن این پرونده است.
با این حال، در ۲۵ ژوئن ۲۰۱۹، دادگاه فدرال ایالات متحده درخواست ساتبیز برای رد پرونده را نپذیرفت، با این استدلال که "اگرچه دعوای قضایی موازی در سوئیس در جریان است، اما ساتبیز نمی‌تواند ثابت کند که "شرایطی استثنایی" برای تبرئه شدن از شکایت وجود دارد." دادگاه همچنین دستور داد ساتبیز تمام اطلاعات محرمانه قبلی مربوط به دعوی را ارائه کند و درخواست خانه حراج برای حذف جزئیات خاص از اسناد دادگاه را رد کرد. ساتبیز در بیانیه‌ای تصمیم دادگاه را «ناامیدکننده» خواند و اعلام کرد که «در مورد ماهیت پرونده در سوئیس و نیویورک شکایت خواهد کرد.»
در ۱۳ نوامبر ۲۰۱۹، دادگاه استیناف نیویورک حکم را تأیید کرده و ساتبیز را ملزم به تحویل اطلاعات محرمانه مربوط به پرونده کرد. ساتبیز استدلال کرده بود که تحویل اسناد، هم اصل محرمانه بودن شرکت را نقض می‌کند و هم اصرار داشت که به دلیل نام بردن از این اسناد در جریان دادرسی در سوئیس، باید «از دستورهای اسناد محافظت شود» که دادگاه هر دو را رد کرد.

## سرمایه گذاران فعال
در سال‌های ۲۰۱۳ و ۲۰۱۴، ساتبیز هدفی برای سرمایه‌گذاری دانیل اس. لوب سهام‌دار کنشگر و مؤسس یک شرکت مشاوره سرمایه‌گذاری در نیویورک (ترد پوینت)، با بیش از ۱۴ میلیارد دلار دارایی، قرار گرفت. شرکت او در فوریه ۲۰۱۳ شروع به خرید سهام ساتبیز کرد. تا ژوئیهٔ ۲۰۱۳، سهام لوب در ساتبیز به ۳٫۷ درصد افزایش یافت و در ماه اوت، او سهام خود را به ۵٫۷ درصد رساند و درخواست کرد که با مدیریت و هیئت مدیره وارد مذاکره شود. در ماه ژوئیه، فعالان شرکت ماراکتو کاپیتال منجمنت (به انگلیسی: Marcato Capital Management) از سهام ۶٫۶ درصدی خود خبر دادند و گفتند که ارزش سهام کم شده‌است. در آن زمان، مارکاتو و ترد پوینت پس از گروه مشاوران بلکراک فاند (به انگلیسی: BlackRock Fund) دومین و سومین سهامداران بزرگ ساتبیز بودند. خرید شرکت مشاوره سرمایه‌گذاری لوب سهم این شرکت را در اوت، به ۳٫۹ میلیون سهم رساند.
در ۲ اکتبر، ترد پوینت سهم خود از ساتبیز را به ۹٫۳ درصد افزایش داد و در نامه‌ای به رئیس، مدیر عامل و رئیس هیئت مدیره ساتبیز ویلیم اف. راپرچ، عنوان کرد همان‌طور که فروش‌های هنر معاصر و مدرن در چندین سال گذشته نشان می‌دهد، ساتبیز درگیر "حاشیه‌های عملیاتی ضعیف شرکت و وخامت وضعیت رقابتی شده، و خواستار تغییر مدیریت شد. لوب می‌خواست این شرکت در سطح جهانی گسترش یابد و پیشنهاد داد «فوراً به هیئت مدیره بپیوندد و به استخدام چندین مدیر جدید کمک کند».
در ۳ اکتبر ۲۰۱۳، ساتبیز با اعلام پذیرش طرح حقوق سهامداران، که به عنوان "قرص سمی" شناخته می‌شود، به انباشت سریع سهام توسط ترد پوینت پاسخ داد و به موجب آن دارایی‌های سرمایه‌گذاران را در تلاش برای جلوگیری از تصرف کاهش داد. ترد پوینت این اقدام را "یک پاسخ نامتناسب" و "یادگاری از دهه ۱۹۸۰" توصیف کرد.
بین اکتبر ۲۰۱۳ و فوریه ۲۰۱۴، نمایندگان ساتبیز و ترد پوینت تعدادی جلسه‌هایی حضوری و تلفنی برگزار کردند که در آن «دربارهٔ ایده‌های ترد پوینت در مورد چگونگی افزایش ارزش سهام بحث کردند.» در این جلسه‌ها، ترد پوینت بر تعداد کرسی‌های بیشتر در هیئت مدیره ساتبیز اصرار داشت. اما ساتبیز فقط یک کرسی برای خود لوب پیشنهاد داد.
در فوریه ۲۰۱۴، ترد پوینت که بزرگ‌ترین سهامدار ساتبیز بود، در بیانیه‌ای اعلام کرد که سه نفر - لوب، هری ویلسون و اولیویر رضا - را برای هیئت مدیره ساتبیز معرفی کرده و گفت که اعضای فعلی هیئت مدیره «برای بازسازی ساختار عملیاتی شرکت و بهبود فرهنگی ساتبیز از دیدگاه‌های نو برخوردار نیستند.» ترد پوینت در ۲۷ فوریه ۲۰۱۴، به‌طور رسمی به ساتبیز اطلاع داد که لوب، ویلسون و رضا را به عنوان نامزدهای هیئت مدیره معرفی می‌کند، ترد پوینت ساتبیز را به دلیل انجام اقدامات خاصی که ترد پوینت را مولد تلقی می‌کرد تحسین کرد، اما اظهار داشت که «کارهای زیادی برای ارتقاء باقی مانده‌است.» کارهایی چون تمرکز بر موقعیت رقابتی شرکت، تمرکز بر استراتژی و افزایش ارزش سهام. در اوایل ماه مارس گزارش شد که مارکاتو از نامزدهای ترد پوینت برای عضویت در هیئت مدیره حمایت خواهد کرد.
در ۱۳ مارس، یک روز پس از اینکه ترد پوینت سهام خود در ساتبیز را به ۹٫۶ درصد افزایش داد، شرکت نامزدهای هیئت مدیره ترد پوینت را رد کرد. در عوض، ساتبیز جسیکا بیبلیوویچ، مدیر اجرایی و کوین کانروی، مدیر سابق AOL و Univision را نامزد کرد.

### ۲۰۱۴: توصیه‌نامه ISS
در ۲۴ آوریل ۲۰۱۴، شرکت مشاوره سرمایه‌گذاری ISS (Institutional Shareholder Services) توصیه کرد که سرمایه‌گذاران ساتبیز باید به دو نفر از سه عضو هیئت مدیره که دانیل لوب توصیه کرده‌است، از جمله خود او، رأی دهند. دومین عضو هیئت مدیره توصیه شده توسط ISS، اولیویر رضا بود؛ «یک بانکدار سابق که خانواده جواهر فروشش با ساتبیز تجارت کرده‌است.»

قبل از توصیه ISS، در ۲۱ آوریل ۲۰۱۴، آقای لوب نامه‌ای به هیئت مدیره ساتبیز نوشت و به موارد زیر اشاره کرد:
ما متقاعدیم که داشتن دیدگاه مالک در هیئت‌مدیره نتایج بهتری به همراه خواهد داشت، این هیئت‌مدیره نیاز مبرمی به بینش‌های تازه دارد و نامزدهای ما واجد شرایط‌تر از نمایندگاه ساتبیز هستند و به دنبال جایگزینی آن‌ها هستیم.
در این گزارش، ISS اشاره کرد که «در جزئیات انتقادات آن‌ها از مواردی مانند حاشیه کمیسیون، دلیل معتبری وجود دارد که معتقد باشیم انتقاد ما در مورد نزدیک‌بینی استراتژیک تا حدی اعتبار دارد». ISS به سهامداران توصیه کرد به لوب و اولیویرا رضا رأی دهند و تغییر در هیئت‌مدیره ضروری است. الکساندریا استیونسون در ۲۴ آوریل ۲۰۱۴ برای نیویورک تایمز می‌نویسد:
آقای لوب، ساتبیز را متهم کرده‌است که هزینه‌هایی را که برای فروش آثار چند میلیون دلاری دریافت می‌کند را کاهش خواهد داد، و هزینه‌های کمتری از خریدار، برای جذب مخاطب بیشتر دریافت خواهد کرد. او با استراتژی خانه حراج مبنی بر تمرکز بر مشتریان برتر و فروش فصلی مخالفت کرده‌است. او حتی از سهام نسبتاً پایین اعضای هیئت‌مدیره از سهام شرکت انتقاد کرده‌است.
بعد از ظهر همان روز، ساتبیز در رابطه با گزارش ISS بیانیه‌ای صادر کرد:
ما معتقدیم که سهامداران ساتبیز باید به همه نامزدهای مدیریت ساتبیز رأی دهند. متذکر می‌شویم که ISS یکی از نامزدهای ترد پوینت را رد کرد و به سهامداران توصیه می‌کند که به پیشنهاد آن‌ها رأی دهند.
در ۵ مه، لوب و ساتبیز به توافقی دست یافتند که بر اساس آن لوب، اولیویر رضا و هری جی ویلسون به هیئت‌مدیره ملحق شدند، و در ازای این‌که ترد پوینت سقف مالکیت ۱۵ درصدی داشته باشد، ویلیام روپرشت به عنوان مدیرعامل و نماینده باقی بماند. در مجمع عمومی، در مورد جدیدترین اعضای هیئت‌مدیره، بیل راپرچ، رئیس و مدیرعامل ساتبیز خاطرنشان کرد:
ما به مدیران جدید خود در هیئت‌مدیره خوش‌آمد می‌گوییم و مشتاقانه منتظر همکاری با آن‌ها هستیم، با اطمینان از این‌که هدف مشترک، ارائه بیشترین ارزش به مشتریان و سهامداران ساتبیز باشد. این توافق تضمین می‌کند که تمرکز ما بر تجارت است و از پنج نظر و دیدگاه جدید بهره‌مند خواهیم شد.

### ۲۰۱۶: کسب بزرگ‌ترین سهام توسط شرکت بیمه عمر تایکانگ
در ۲۷ ژوئیه ۲۰۱۶، شرکت بیمه چینی تایکانگ، که توسط چن دونگ‌شنگ، نوه مائو تسه تونگ اداره می‌شود، ۱۳٫۵ درصد از سهام ساتبیز را خریداری کرد و بالاترین سهام فعال خانه حراج را در اختیار داشت.

## برای مطالعهٔ بیشتر
Wikimedia Commons has media related to Sotheby's.
"History of Sotheby's Holdings, Inc". FundingUniverse. Source: International Directory of Company Histories, Vol. 29. St. James Press, 1999. Includes bibliography.
- Lacey, Robert (1998). Sotheby's: Bidding For Class. Little Brown & Co. ISBN 0-316-51139-0.
- Learmount, Brian (1985). A history of the auction. Barnard & Learmont. ISBN 0-9510240-0-0.
- Mason, Christopher (2004). The Art of the Steal. Putnam. ISBN 0-399-15093-5.
- "Sotheby's". Encyclopedia.com.
- Watson, Peter (1998). Sotheby's: The Inside Story. Random House. ISBN 978-0-679-41403-2.